# Dolok Ulu
Dolok Ulu is een bestuurslaag in het regentschap Simalungun van de provincie Noord-Sumatra, Indonesië. Dolok Ulu telt 1532 inwoners (volkstelling 2010).